# Iridopsis validaria
Iridopsis validaria är en fjärilsart som beskrevs av Achille Guenée 1858. Iridopsis validaria ingår i släktet Iridopsis och familjen mätare. Inga underarter finns listade i Catalogue of Life.